# Vilém Blodek

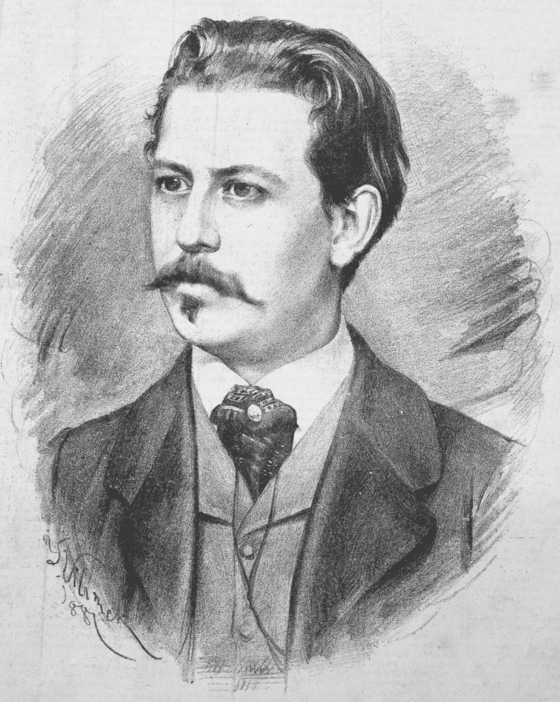
Vilém Blodek

Vilém František Blodek (Praag, 3 oktober 1834- Praag, 1 mei 1874) was een Tsjechisch componist, fluitist en pianist.

## Biografie
Hij studeerde aan het Praags Conservatorium bij Jan Bedřich Kittl.
Na zijn studie was hij muziekleraar in Lubyce en pianoleraar in Praag en werkte verder als pianist en koordirigent.
Vanaf 1860 was hij fluitleraar aan het conservatorium van Praag.
In zijn tijd behoorde hij tezamen met Smetana tot de meest getalenteerde componisten van de Tsjechische volksmuziek.
Hij werkte samen met Smetana aan de muziek ter herdenking van Shakespeare in 1864.
Net als Smetana en de componisten van de romantische generatie, zoals Mendelssohn en Nicolai,  verwerkte hij eigentijdse volksmuziek in zijn composities

## Werken
Met zijn, enige, complete opera Im Brunnen (V Studni)(1867), hij stierf op jonge leeftijd, oogstte hij veel succes.
Verder schreef hij de muziek voor een 60 tal toneelstukken, een symfonie in D minor, een fluitconcert, liederen, koor- en kamermuziek.
- Bibsys: 3088898
- Bibliothèque nationale de France: cb13933681z (data)
- CiNii: DA15115968
- Gemeinsame Normdatei: 134331044
- International Standard Name Identifier: 0000 0000 8111 6312
- Library of Congress Control Number: n85389894
- MusicBrainz: 1b9301f2-ce7b-4028-9f82-4ff1dfae6e95
- Nationale Bibliotheek van Tsjechië: jn19990009802
- Nationale Bibliotheek van Israël: 987007416865805171
- Nederlandse Thesaurus van Auteursnamen: 095661247
- Réseau des bibliothèques de Suisse occidentale: 02-A018772653
- Istituto Centrale per il Catalogo Unico: MUSV070751
- Système universitaire de documentation: 200697625
- Virtual International Authority File: 32186983
- WorldCat: E39PBJrWBhPDm7Kh7YR8Twmjmd